# Gonzalo de Reparaz Ruiz
Gonzalo Ángel María de Reparaz Ruiz (Sèvres, Isla de Francia, 15 de enero de 1901 – Lima, 1984), cuyo nombre catalán era Gonçal de Reparaç i Ruiç, fue un geógrafo del siglo XX. Destacaron sus trabajos sobre la cartografía histórica y la geografía catalana, así como aquellos que realizó durante su exilio en América del Sur. 
Fue hijo del diplomático destinado en la embajada española de París, y también geógrafo, Gonzalo de Reparaz y Rodríguez-Báez, con quien compartiría buena parte de su infancia viajando por Marruecos, Argentina, Brasil o Berlín. Entre 1921 y 1938 residió en Barcelona, participando de la creciente y efervescente geografía catalana. Pau Vila, después de publicar la primera monografía comarcal, La Cerdanya, le encargó la elaboración de una obra similar sobre la Plana de Vich. Después de tres años de investigación en la comarca, Reparaz publicó La Plana de Vic en 1928. Comprometido con la República, durante la Guerra Civil Española realizó un viaje a Checoslovaquia atravesando en tren la Alemania nazi para comprar armas para el gobierno de la República.
A mediados de 1938, agotado por las penurias y peligros de la guerra, tomó la decisión de partir al exilio en Francia con su esposa Jeanne Chambord, con quien se había casado a principios de la década, y su hijo Gonzalo Adré. Reparaz se retiró a principios de 1939. Llegó a Francia con la idea de finalizar y defender su tesis doctoral, lo que llevó a cabo en la Universidad de Toulouse en 1940 (Histoire de la géographie d’Espagne, dirigida por Daniel Faucher). En Francia le atrapó de nuevo la guerra, en esta ocasión la Segunda Guerra Mundial. En esta época se convirtió profesor de la Universidad de Burdeos en la Francia ocupada y complementaba su sueldo como profesor de lenguas, ya que hablaba francés, alemán, castellano, catalán, inglés, italiano y portugués. A pesar de tener empleo en Burdeos decidió trasladarse a Prada de Conflent, donde pasó el resto de la guerra como otros exiliados catalanes; por ejemplo Joan Alavedra, Puig y Cadafalch, Pau Casals, por citar algunos con quienes tuvo relación en este período.
Una vez finalizada la guerra se estableció en París (1948), trabajando para la UNESCO, recientemente creada. En 1951 fue destinado por la UNESCO al Perú. En 1955 se divorció de su esposa Jeanne, con quien había tenido un hijo y una hija, y se casó de nuevo, teniendo otra hija en este segundo matrimonio. En el Perú empezó a tener un especial interés por los desiertos, como el de la Región de Ica y el de Nazca y sus aspectos geográficos (desde el punto de vista geológico, hidrológico, climatológico e histórico). Trabajó como cartógrafo en la región del cañón del río Colca.
Obras seleccionadas
- La Plana de Vic (1928)
- Història dels descobriments geogràfics (1927-28)[7]
- Catalunya a les mars (1930)[7]
- La época de los grandes descubrimientos españoles y portugueses (1931)[7]
- Mestre Jácome de Malhorca, cartógrafo do Infante (1930)[7]
- Histoire de la géographie d’Espagne (tesis doctoral, 1940)
- Los ríos de la zona árida peruana, obra inédita, publicada en 2014 por la Universidad de Piura y el Instituto Cartográfico y Geológico de Cataluña, España.